# عبد الله بن أحمد بن علي
]]
المهدي عبد الله بن أحمد بن علي (ولد في 1793 - توفي في 28 نوفمبر 1835) إمام اليمن من 1816 إلى 1835. ينتمي إلى عائلة القاسمي من نسل النبي محمد والتي طغت على إمامة الإمامة الزيدية في اليمن.

## العودة إلى تهامة
كان عبد الله واحد من نحو عشرين ابن للإمام المتوكل على الله أحمد بن علي بن عباس. بعد وفاة والده في عام 1816 بويع بالإمامة بنجاح تحت اسم المهدي عبد الله. زاره جراح بريطاني في عام 1823 ووصفه بأنه رجل طويل القامة، نحيل، وذو بشرة داكنة تشبه تقريبا البشرة الأفريقية. ظهر متحمسا جدا وكاتن يغير وزرائه دوما. تم تصوير حكومته بأنها ضعيفة جدا. كان الإمام يدفع رواتب كبيرة للقبائل المختلفة من أجل منعهم من نهب الأراضي. ومع ذلك فإن الشيوخ المحليون كانوا يطالبون بزيادة الأموال. اندلعت أزمة في 1818 بعد أن أساء المهدي لقبيلة بكيل. ونتيجة لذلك دخلت القبائل الشمالية صنعاء ونهبوها لمدة 22 يوما. عندما فقط وعد المهدي بدفع 120،000 ريال لهم انسحبوا. كانت الفترة التي تولى فيها المهدي عبد الله الإمامة مضطربة. كانت الحركة الوهابية السياسية والدينية تدخلت في اليمن منذ 1803 وتقلصت المنطقة التي يسيطر عليها الإمام. خضعت تهامة لحكم الشريف حمود المستقل والمدعوم أحيانا من الحاكم الوهابي. عندما توفي حمود في 1818 خلفه ابنه أحمد. أحمد تحالف مع العائلة السعودية وقادة الحركة الوهابية من أجل محاربة القوات العثمانية في نجد. ومع ذلك كانت القوات العثمانية هي المنتصرة وشرع في غزو أبو عريش. تم القبض على أحمد وسلم كل ما يملك في اليمن إلى المهدي عبد الله. على الرغم من عدم الثقة المتبادلة تم تفعيل الاتفاق بين الإمام والعثمانيين حيث قام الإمام بإرسال شحنات القهوة إلى السلطان. بعد 15 عاما وقعت تهامة مرة أخرى في يد الدولة الزيدية.

## الهجوم البريطاني
تبادلت السلطة البريطانية في بومباي التجارة من خلال استخدام ميناء المخا الهام. في عام 1817 تعرض ملازم بريطاني لسوء المعاملة من قبل السكان المحليين والسلطات البريطانية الهندية طالبت بارضائها. رفض محافظ الإمام في المخا الطلب وبدأت حملة العسكرية عام 1820. بعد فشل الحملة الأولى تمكنت القوات البريطانية من اختراق جدران المخا وفرض الاتفاق. في السنة التالية بعث المهدي عبد الله فرمان إلى مكتب التجارة البريطاني في المخا حيث وافق على خفض رسوم الميناء. خلال عشرينات القرن الثامن عشر نما لدى البريطانيين شكوكهم حيال توقعاتهم في المخا. بدأوا في البحث عن منفذ بديل ووجدوا عدن ليكون بديلا جذابا. عدن في هذا الوقت كانت تحت سيطرة سلطنة لحج وبالتالي خارج الأراضي الخاضعة لسيطرة المهدي عبد الله. هذا الأمر أدى في نهاية المطاف إلى احتلال عدن عام 1839.

## التدخل التركي المصري
تآكلت سلطة المهدي عبد الله في أجزاء من اليمن بظهور المغامر الشركسية توركيش بيلميظ. كونه جندي يخدم تحت امرأة الوالي العثماني على مصر محمد علي باشا في الحجاز وكان تمرد يجمع الساخطين من الجيوش العثمانية. سار المتمردين إلى تهامة في عام 1832 واستولوا على المخا والحديدة والأرض ما بينهما. تحالف مع رئيس عسير علي بن مختار من أجل دعم بعضهم البعض وتقاسم إيرادات الأراضي المحتلة. كان موارد المهدي عبد الله قليلة لمواجهة المتسللين. مع التأييد البريطاني أرسل محمد علي قوة مصرية إلى اليمن في عام 1833 للتعامل مع حالة الفوضى التي كانت ضارة للغاية على التجارة في المنطقة. سقط العسيريون وحوصرت قوات توركيش بيلميظ في المخا برا بينما حاصرها الأسطول المصري بحرا. أخيرا سقطت المدينة ونهبت من قبل رجال قبائل عسير في حين تم حفظ توركيش بيلميظ على متن سفينة بريطانية. اندلع القتال بين المصريين والعسيريين على الأراضي اليمنية. استمر الصراع على مدى السنوات القليلة التالية حتى عام 1837 عندما أمنت القوات المصرية المدن الساحلية وبعض المناطق الداخلية. لم يستطع المهدي عبد الله احتواء الاضطرابات وفكر في التخلي عن بلده أو ما تبقى منها لمحمد علي ولكن تم رفض هذا بوضوح من رعاياه. كانت الدولة الزيدية عندما توفي في عام 1835 فقط ظلالا من حالتها السابقة. وخلف المهدي عبد الله في الإمامة ابنه المنصور علي.